# Aglaonemateae
Az Aglaonemateae a hídőrvirágúak (Alismatales) rendjébe tartozó kontyvirágfélék (Araceae) családjában az Aroideae alcsalád egyik nemzetségcsoportja két nemzetséggel.